# Pions pendants
|   | a | b | c | d | e | f | g | h |   |
| 8 | Tour noire sur case blanche a8 · Cavalier noir sur case noire b8 · Tour noire sur case blanche c8 · Roi noir sur case blanche g8 · Dame noire sur case noire e7 · Pion noir sur case blanche f7 · Pion noir sur case noire g7 · Pion noir sur case blanche a6 · Fou noir sur case blanche e6 · Pion noir sur case noire h6 · Fou blanc sur case blanche b5 · Pion noir sur case noire c5 · Pion noir sur case blanche d5 · Dame blanche sur case noire a3 · Pion blanc sur case noire e3 · Cavalier blanc sur case blanche f3 · Pion blanc sur case blanche a2 · Pion blanc sur case noire b2 · Pion blanc sur case noire f2 · Pion blanc sur case blanche g2 · Pion blanc sur case noire h2 · Tour blanche sur case noire c1 · Roi blanc sur case noire e1 · Tour blanche sur case blanche h1 | Tour noire sur case blanche a8 · Cavalier noir sur case noire b8 · Tour noire sur case blanche c8 · Roi noir sur case blanche g8 · Dame noire sur case noire e7 · Pion noir sur case blanche f7 · Pion noir sur case noire g7 · Pion noir sur case blanche a6 · Fou noir sur case blanche e6 · Pion noir sur case noire h6 · Fou blanc sur case blanche b5 · Pion noir sur case noire c5 · Pion noir sur case blanche d5 · Dame blanche sur case noire a3 · Pion blanc sur case noire e3 · Cavalier blanc sur case blanche f3 · Pion blanc sur case blanche a2 · Pion blanc sur case noire b2 · Pion blanc sur case noire f2 · Pion blanc sur case blanche g2 · Pion blanc sur case noire h2 · Tour blanche sur case noire c1 · Roi blanc sur case noire e1 · Tour blanche sur case blanche h1 | Tour noire sur case blanche a8 · Cavalier noir sur case noire b8 · Tour noire sur case blanche c8 · Roi noir sur case blanche g8 · Dame noire sur case noire e7 · Pion noir sur case blanche f7 · Pion noir sur case noire g7 · Pion noir sur case blanche a6 · Fou noir sur case blanche e6 · Pion noir sur case noire h6 · Fou blanc sur case blanche b5 · Pion noir sur case noire c5 · Pion noir sur case blanche d5 · Dame blanche sur case noire a3 · Pion blanc sur case noire e3 · Cavalier blanc sur case blanche f3 · Pion blanc sur case blanche a2 · Pion blanc sur case noire b2 · Pion blanc sur case noire f2 · Pion blanc sur case blanche g2 · Pion blanc sur case noire h2 · Tour blanche sur case noire c1 · Roi blanc sur case noire e1 · Tour blanche sur case blanche h1 | Tour noire sur case blanche a8 · Cavalier noir sur case noire b8 · Tour noire sur case blanche c8 · Roi noir sur case blanche g8 · Dame noire sur case noire e7 · Pion noir sur case blanche f7 · Pion noir sur case noire g7 · Pion noir sur case blanche a6 · Fou noir sur case blanche e6 · Pion noir sur case noire h6 · Fou blanc sur case blanche b5 · Pion noir sur case noire c5 · Pion noir sur case blanche d5 · Dame blanche sur case noire a3 · Pion blanc sur case noire e3 · Cavalier blanc sur case blanche f3 · Pion blanc sur case blanche a2 · Pion blanc sur case noire b2 · Pion blanc sur case noire f2 · Pion blanc sur case blanche g2 · Pion blanc sur case noire h2 · Tour blanche sur case noire c1 · Roi blanc sur case noire e1 · Tour blanche sur case blanche h1 | Tour noire sur case blanche a8 · Cavalier noir sur case noire b8 · Tour noire sur case blanche c8 · Roi noir sur case blanche g8 · Dame noire sur case noire e7 · Pion noir sur case blanche f7 · Pion noir sur case noire g7 · Pion noir sur case blanche a6 · Fou noir sur case blanche e6 · Pion noir sur case noire h6 · Fou blanc sur case blanche b5 · Pion noir sur case noire c5 · Pion noir sur case blanche d5 · Dame blanche sur case noire a3 · Pion blanc sur case noire e3 · Cavalier blanc sur case blanche f3 · Pion blanc sur case blanche a2 · Pion blanc sur case noire b2 · Pion blanc sur case noire f2 · Pion blanc sur case blanche g2 · Pion blanc sur case noire h2 · Tour blanche sur case noire c1 · Roi blanc sur case noire e1 · Tour blanche sur case blanche h1 | Tour noire sur case blanche a8 · Cavalier noir sur case noire b8 · Tour noire sur case blanche c8 · Roi noir sur case blanche g8 · Dame noire sur case noire e7 · Pion noir sur case blanche f7 · Pion noir sur case noire g7 · Pion noir sur case blanche a6 · Fou noir sur case blanche e6 · Pion noir sur case noire h6 · Fou blanc sur case blanche b5 · Pion noir sur case noire c5 · Pion noir sur case blanche d5 · Dame blanche sur case noire a3 · Pion blanc sur case noire e3 · Cavalier blanc sur case blanche f3 · Pion blanc sur case blanche a2 · Pion blanc sur case noire b2 · Pion blanc sur case noire f2 · Pion blanc sur case blanche g2 · Pion blanc sur case noire h2 · Tour blanche sur case noire c1 · Roi blanc sur case noire e1 · Tour blanche sur case blanche h1 | Tour noire sur case blanche a8 · Cavalier noir sur case noire b8 · Tour noire sur case blanche c8 · Roi noir sur case blanche g8 · Dame noire sur case noire e7 · Pion noir sur case blanche f7 · Pion noir sur case noire g7 · Pion noir sur case blanche a6 · Fou noir sur case blanche e6 · Pion noir sur case noire h6 · Fou blanc sur case blanche b5 · Pion noir sur case noire c5 · Pion noir sur case blanche d5 · Dame blanche sur case noire a3 · Pion blanc sur case noire e3 · Cavalier blanc sur case blanche f3 · Pion blanc sur case blanche a2 · Pion blanc sur case noire b2 · Pion blanc sur case noire f2 · Pion blanc sur case blanche g2 · Pion blanc sur case noire h2 · Tour blanche sur case noire c1 · Roi blanc sur case noire e1 · Tour blanche sur case blanche h1 | Tour noire sur case blanche a8 · Cavalier noir sur case noire b8 · Tour noire sur case blanche c8 · Roi noir sur case blanche g8 · Dame noire sur case noire e7 · Pion noir sur case blanche f7 · Pion noir sur case noire g7 · Pion noir sur case blanche a6 · Fou noir sur case blanche e6 · Pion noir sur case noire h6 · Fou blanc sur case blanche b5 · Pion noir sur case noire c5 · Pion noir sur case blanche d5 · Dame blanche sur case noire a3 · Pion blanc sur case noire e3 · Cavalier blanc sur case blanche f3 · Pion blanc sur case blanche a2 · Pion blanc sur case noire b2 · Pion blanc sur case noire f2 · Pion blanc sur case blanche g2 · Pion blanc sur case noire h2 · Tour blanche sur case noire c1 · Roi blanc sur case noire e1 · Tour blanche sur case blanche h1 | 8 |
| 7 | Tour noire sur case blanche a8 · Cavalier noir sur case noire b8 · Tour noire sur case blanche c8 · Roi noir sur case blanche g8 · Dame noire sur case noire e7 · Pion noir sur case blanche f7 · Pion noir sur case noire g7 · Pion noir sur case blanche a6 · Fou noir sur case blanche e6 · Pion noir sur case noire h6 · Fou blanc sur case blanche b5 · Pion noir sur case noire c5 · Pion noir sur case blanche d5 · Dame blanche sur case noire a3 · Pion blanc sur case noire e3 · Cavalier blanc sur case blanche f3 · Pion blanc sur case blanche a2 · Pion blanc sur case noire b2 · Pion blanc sur case noire f2 · Pion blanc sur case blanche g2 · Pion blanc sur case noire h2 · Tour blanche sur case noire c1 · Roi blanc sur case noire e1 · Tour blanche sur case blanche h1 | Tour noire sur case blanche a8 · Cavalier noir sur case noire b8 · Tour noire sur case blanche c8 · Roi noir sur case blanche g8 · Dame noire sur case noire e7 · Pion noir sur case blanche f7 · Pion noir sur case noire g7 · Pion noir sur case blanche a6 · Fou noir sur case blanche e6 · Pion noir sur case noire h6 · Fou blanc sur case blanche b5 · Pion noir sur case noire c5 · Pion noir sur case blanche d5 · Dame blanche sur case noire a3 · Pion blanc sur case noire e3 · Cavalier blanc sur case blanche f3 · Pion blanc sur case blanche a2 · Pion blanc sur case noire b2 · Pion blanc sur case noire f2 · Pion blanc sur case blanche g2 · Pion blanc sur case noire h2 · Tour blanche sur case noire c1 · Roi blanc sur case noire e1 · Tour blanche sur case blanche h1 | Tour noire sur case blanche a8 · Cavalier noir sur case noire b8 · Tour noire sur case blanche c8 · Roi noir sur case blanche g8 · Dame noire sur case noire e7 · Pion noir sur case blanche f7 · Pion noir sur case noire g7 · Pion noir sur case blanche a6 · Fou noir sur case blanche e6 · Pion noir sur case noire h6 · Fou blanc sur case blanche b5 · Pion noir sur case noire c5 · Pion noir sur case blanche d5 · Dame blanche sur case noire a3 · Pion blanc sur case noire e3 · Cavalier blanc sur case blanche f3 · Pion blanc sur case blanche a2 · Pion blanc sur case noire b2 · Pion blanc sur case noire f2 · Pion blanc sur case blanche g2 · Pion blanc sur case noire h2 · Tour blanche sur case noire c1 · Roi blanc sur case noire e1 · Tour blanche sur case blanche h1 | Tour noire sur case blanche a8 · Cavalier noir sur case noire b8 · Tour noire sur case blanche c8 · Roi noir sur case blanche g8 · Dame noire sur case noire e7 · Pion noir sur case blanche f7 · Pion noir sur case noire g7 · Pion noir sur case blanche a6 · Fou noir sur case blanche e6 · Pion noir sur case noire h6 · Fou blanc sur case blanche b5 · Pion noir sur case noire c5 · Pion noir sur case blanche d5 · Dame blanche sur case noire a3 · Pion blanc sur case noire e3 · Cavalier blanc sur case blanche f3 · Pion blanc sur case blanche a2 · Pion blanc sur case noire b2 · Pion blanc sur case noire f2 · Pion blanc sur case blanche g2 · Pion blanc sur case noire h2 · Tour blanche sur case noire c1 · Roi blanc sur case noire e1 · Tour blanche sur case blanche h1 | Tour noire sur case blanche a8 · Cavalier noir sur case noire b8 · Tour noire sur case blanche c8 · Roi noir sur case blanche g8 · Dame noire sur case noire e7 · Pion noir sur case blanche f7 · Pion noir sur case noire g7 · Pion noir sur case blanche a6 · Fou noir sur case blanche e6 · Pion noir sur case noire h6 · Fou blanc sur case blanche b5 · Pion noir sur case noire c5 · Pion noir sur case blanche d5 · Dame blanche sur case noire a3 · Pion blanc sur case noire e3 · Cavalier blanc sur case blanche f3 · Pion blanc sur case blanche a2 · Pion blanc sur case noire b2 · Pion blanc sur case noire f2 · Pion blanc sur case blanche g2 · Pion blanc sur case noire h2 · Tour blanche sur case noire c1 · Roi blanc sur case noire e1 · Tour blanche sur case blanche h1 | Tour noire sur case blanche a8 · Cavalier noir sur case noire b8 · Tour noire sur case blanche c8 · Roi noir sur case blanche g8 · Dame noire sur case noire e7 · Pion noir sur case blanche f7 · Pion noir sur case noire g7 · Pion noir sur case blanche a6 · Fou noir sur case blanche e6 · Pion noir sur case noire h6 · Fou blanc sur case blanche b5 · Pion noir sur case noire c5 · Pion noir sur case blanche d5 · Dame blanche sur case noire a3 · Pion blanc sur case noire e3 · Cavalier blanc sur case blanche f3 · Pion blanc sur case blanche a2 · Pion blanc sur case noire b2 · Pion blanc sur case noire f2 · Pion blanc sur case blanche g2 · Pion blanc sur case noire h2 · Tour blanche sur case noire c1 · Roi blanc sur case noire e1 · Tour blanche sur case blanche h1 | Tour noire sur case blanche a8 · Cavalier noir sur case noire b8 · Tour noire sur case blanche c8 · Roi noir sur case blanche g8 · Dame noire sur case noire e7 · Pion noir sur case blanche f7 · Pion noir sur case noire g7 · Pion noir sur case blanche a6 · Fou noir sur case blanche e6 · Pion noir sur case noire h6 · Fou blanc sur case blanche b5 · Pion noir sur case noire c5 · Pion noir sur case blanche d5 · Dame blanche sur case noire a3 · Pion blanc sur case noire e3 · Cavalier blanc sur case blanche f3 · Pion blanc sur case blanche a2 · Pion blanc sur case noire b2 · Pion blanc sur case noire f2 · Pion blanc sur case blanche g2 · Pion blanc sur case noire h2 · Tour blanche sur case noire c1 · Roi blanc sur case noire e1 · Tour blanche sur case blanche h1 | Tour noire sur case blanche a8 · Cavalier noir sur case noire b8 · Tour noire sur case blanche c8 · Roi noir sur case blanche g8 · Dame noire sur case noire e7 · Pion noir sur case blanche f7 · Pion noir sur case noire g7 · Pion noir sur case blanche a6 · Fou noir sur case blanche e6 · Pion noir sur case noire h6 · Fou blanc sur case blanche b5 · Pion noir sur case noire c5 · Pion noir sur case blanche d5 · Dame blanche sur case noire a3 · Pion blanc sur case noire e3 · Cavalier blanc sur case blanche f3 · Pion blanc sur case blanche a2 · Pion blanc sur case noire b2 · Pion blanc sur case noire f2 · Pion blanc sur case blanche g2 · Pion blanc sur case noire h2 · Tour blanche sur case noire c1 · Roi blanc sur case noire e1 · Tour blanche sur case blanche h1 | 7 |
| 6 | Tour noire sur case blanche a8 · Cavalier noir sur case noire b8 · Tour noire sur case blanche c8 · Roi noir sur case blanche g8 · Dame noire sur case noire e7 · Pion noir sur case blanche f7 · Pion noir sur case noire g7 · Pion noir sur case blanche a6 · Fou noir sur case blanche e6 · Pion noir sur case noire h6 · Fou blanc sur case blanche b5 · Pion noir sur case noire c5 · Pion noir sur case blanche d5 · Dame blanche sur case noire a3 · Pion blanc sur case noire e3 · Cavalier blanc sur case blanche f3 · Pion blanc sur case blanche a2 · Pion blanc sur case noire b2 · Pion blanc sur case noire f2 · Pion blanc sur case blanche g2 · Pion blanc sur case noire h2 · Tour blanche sur case noire c1 · Roi blanc sur case noire e1 · Tour blanche sur case blanche h1 | Tour noire sur case blanche a8 · Cavalier noir sur case noire b8 · Tour noire sur case blanche c8 · Roi noir sur case blanche g8 · Dame noire sur case noire e7 · Pion noir sur case blanche f7 · Pion noir sur case noire g7 · Pion noir sur case blanche a6 · Fou noir sur case blanche e6 · Pion noir sur case noire h6 · Fou blanc sur case blanche b5 · Pion noir sur case noire c5 · Pion noir sur case blanche d5 · Dame blanche sur case noire a3 · Pion blanc sur case noire e3 · Cavalier blanc sur case blanche f3 · Pion blanc sur case blanche a2 · Pion blanc sur case noire b2 · Pion blanc sur case noire f2 · Pion blanc sur case blanche g2 · Pion blanc sur case noire h2 · Tour blanche sur case noire c1 · Roi blanc sur case noire e1 · Tour blanche sur case blanche h1 | Tour noire sur case blanche a8 · Cavalier noir sur case noire b8 · Tour noire sur case blanche c8 · Roi noir sur case blanche g8 · Dame noire sur case noire e7 · Pion noir sur case blanche f7 · Pion noir sur case noire g7 · Pion noir sur case blanche a6 · Fou noir sur case blanche e6 · Pion noir sur case noire h6 · Fou blanc sur case blanche b5 · Pion noir sur case noire c5 · Pion noir sur case blanche d5 · Dame blanche sur case noire a3 · Pion blanc sur case noire e3 · Cavalier blanc sur case blanche f3 · Pion blanc sur case blanche a2 · Pion blanc sur case noire b2 · Pion blanc sur case noire f2 · Pion blanc sur case blanche g2 · Pion blanc sur case noire h2 · Tour blanche sur case noire c1 · Roi blanc sur case noire e1 · Tour blanche sur case blanche h1 | Tour noire sur case blanche a8 · Cavalier noir sur case noire b8 · Tour noire sur case blanche c8 · Roi noir sur case blanche g8 · Dame noire sur case noire e7 · Pion noir sur case blanche f7 · Pion noir sur case noire g7 · Pion noir sur case blanche a6 · Fou noir sur case blanche e6 · Pion noir sur case noire h6 · Fou blanc sur case blanche b5 · Pion noir sur case noire c5 · Pion noir sur case blanche d5 · Dame blanche sur case noire a3 · Pion blanc sur case noire e3 · Cavalier blanc sur case blanche f3 · Pion blanc sur case blanche a2 · Pion blanc sur case noire b2 · Pion blanc sur case noire f2 · Pion blanc sur case blanche g2 · Pion blanc sur case noire h2 · Tour blanche sur case noire c1 · Roi blanc sur case noire e1 · Tour blanche sur case blanche h1 | Tour noire sur case blanche a8 · Cavalier noir sur case noire b8 · Tour noire sur case blanche c8 · Roi noir sur case blanche g8 · Dame noire sur case noire e7 · Pion noir sur case blanche f7 · Pion noir sur case noire g7 · Pion noir sur case blanche a6 · Fou noir sur case blanche e6 · Pion noir sur case noire h6 · Fou blanc sur case blanche b5 · Pion noir sur case noire c5 · Pion noir sur case blanche d5 · Dame blanche sur case noire a3 · Pion blanc sur case noire e3 · Cavalier blanc sur case blanche f3 · Pion blanc sur case blanche a2 · Pion blanc sur case noire b2 · Pion blanc sur case noire f2 · Pion blanc sur case blanche g2 · Pion blanc sur case noire h2 · Tour blanche sur case noire c1 · Roi blanc sur case noire e1 · Tour blanche sur case blanche h1 | Tour noire sur case blanche a8 · Cavalier noir sur case noire b8 · Tour noire sur case blanche c8 · Roi noir sur case blanche g8 · Dame noire sur case noire e7 · Pion noir sur case blanche f7 · Pion noir sur case noire g7 · Pion noir sur case blanche a6 · Fou noir sur case blanche e6 · Pion noir sur case noire h6 · Fou blanc sur case blanche b5 · Pion noir sur case noire c5 · Pion noir sur case blanche d5 · Dame blanche sur case noire a3 · Pion blanc sur case noire e3 · Cavalier blanc sur case blanche f3 · Pion blanc sur case blanche a2 · Pion blanc sur case noire b2 · Pion blanc sur case noire f2 · Pion blanc sur case blanche g2 · Pion blanc sur case noire h2 · Tour blanche sur case noire c1 · Roi blanc sur case noire e1 · Tour blanche sur case blanche h1 | Tour noire sur case blanche a8 · Cavalier noir sur case noire b8 · Tour noire sur case blanche c8 · Roi noir sur case blanche g8 · Dame noire sur case noire e7 · Pion noir sur case blanche f7 · Pion noir sur case noire g7 · Pion noir sur case blanche a6 · Fou noir sur case blanche e6 · Pion noir sur case noire h6 · Fou blanc sur case blanche b5 · Pion noir sur case noire c5 · Pion noir sur case blanche d5 · Dame blanche sur case noire a3 · Pion blanc sur case noire e3 · Cavalier blanc sur case blanche f3 · Pion blanc sur case blanche a2 · Pion blanc sur case noire b2 · Pion blanc sur case noire f2 · Pion blanc sur case blanche g2 · Pion blanc sur case noire h2 · Tour blanche sur case noire c1 · Roi blanc sur case noire e1 · Tour blanche sur case blanche h1 | Tour noire sur case blanche a8 · Cavalier noir sur case noire b8 · Tour noire sur case blanche c8 · Roi noir sur case blanche g8 · Dame noire sur case noire e7 · Pion noir sur case blanche f7 · Pion noir sur case noire g7 · Pion noir sur case blanche a6 · Fou noir sur case blanche e6 · Pion noir sur case noire h6 · Fou blanc sur case blanche b5 · Pion noir sur case noire c5 · Pion noir sur case blanche d5 · Dame blanche sur case noire a3 · Pion blanc sur case noire e3 · Cavalier blanc sur case blanche f3 · Pion blanc sur case blanche a2 · Pion blanc sur case noire b2 · Pion blanc sur case noire f2 · Pion blanc sur case blanche g2 · Pion blanc sur case noire h2 · Tour blanche sur case noire c1 · Roi blanc sur case noire e1 · Tour blanche sur case blanche h1 | 6 |
| 5 | Tour noire sur case blanche a8 · Cavalier noir sur case noire b8 · Tour noire sur case blanche c8 · Roi noir sur case blanche g8 · Dame noire sur case noire e7 · Pion noir sur case blanche f7 · Pion noir sur case noire g7 · Pion noir sur case blanche a6 · Fou noir sur case blanche e6 · Pion noir sur case noire h6 · Fou blanc sur case blanche b5 · Pion noir sur case noire c5 · Pion noir sur case blanche d5 · Dame blanche sur case noire a3 · Pion blanc sur case noire e3 · Cavalier blanc sur case blanche f3 · Pion blanc sur case blanche a2 · Pion blanc sur case noire b2 · Pion blanc sur case noire f2 · Pion blanc sur case blanche g2 · Pion blanc sur case noire h2 · Tour blanche sur case noire c1 · Roi blanc sur case noire e1 · Tour blanche sur case blanche h1 | Tour noire sur case blanche a8 · Cavalier noir sur case noire b8 · Tour noire sur case blanche c8 · Roi noir sur case blanche g8 · Dame noire sur case noire e7 · Pion noir sur case blanche f7 · Pion noir sur case noire g7 · Pion noir sur case blanche a6 · Fou noir sur case blanche e6 · Pion noir sur case noire h6 · Fou blanc sur case blanche b5 · Pion noir sur case noire c5 · Pion noir sur case blanche d5 · Dame blanche sur case noire a3 · Pion blanc sur case noire e3 · Cavalier blanc sur case blanche f3 · Pion blanc sur case blanche a2 · Pion blanc sur case noire b2 · Pion blanc sur case noire f2 · Pion blanc sur case blanche g2 · Pion blanc sur case noire h2 · Tour blanche sur case noire c1 · Roi blanc sur case noire e1 · Tour blanche sur case blanche h1 | Tour noire sur case blanche a8 · Cavalier noir sur case noire b8 · Tour noire sur case blanche c8 · Roi noir sur case blanche g8 · Dame noire sur case noire e7 · Pion noir sur case blanche f7 · Pion noir sur case noire g7 · Pion noir sur case blanche a6 · Fou noir sur case blanche e6 · Pion noir sur case noire h6 · Fou blanc sur case blanche b5 · Pion noir sur case noire c5 · Pion noir sur case blanche d5 · Dame blanche sur case noire a3 · Pion blanc sur case noire e3 · Cavalier blanc sur case blanche f3 · Pion blanc sur case blanche a2 · Pion blanc sur case noire b2 · Pion blanc sur case noire f2 · Pion blanc sur case blanche g2 · Pion blanc sur case noire h2 · Tour blanche sur case noire c1 · Roi blanc sur case noire e1 · Tour blanche sur case blanche h1 | Tour noire sur case blanche a8 · Cavalier noir sur case noire b8 · Tour noire sur case blanche c8 · Roi noir sur case blanche g8 · Dame noire sur case noire e7 · Pion noir sur case blanche f7 · Pion noir sur case noire g7 · Pion noir sur case blanche a6 · Fou noir sur case blanche e6 · Pion noir sur case noire h6 · Fou blanc sur case blanche b5 · Pion noir sur case noire c5 · Pion noir sur case blanche d5 · Dame blanche sur case noire a3 · Pion blanc sur case noire e3 · Cavalier blanc sur case blanche f3 · Pion blanc sur case blanche a2 · Pion blanc sur case noire b2 · Pion blanc sur case noire f2 · Pion blanc sur case blanche g2 · Pion blanc sur case noire h2 · Tour blanche sur case noire c1 · Roi blanc sur case noire e1 · Tour blanche sur case blanche h1 | Tour noire sur case blanche a8 · Cavalier noir sur case noire b8 · Tour noire sur case blanche c8 · Roi noir sur case blanche g8 · Dame noire sur case noire e7 · Pion noir sur case blanche f7 · Pion noir sur case noire g7 · Pion noir sur case blanche a6 · Fou noir sur case blanche e6 · Pion noir sur case noire h6 · Fou blanc sur case blanche b5 · Pion noir sur case noire c5 · Pion noir sur case blanche d5 · Dame blanche sur case noire a3 · Pion blanc sur case noire e3 · Cavalier blanc sur case blanche f3 · Pion blanc sur case blanche a2 · Pion blanc sur case noire b2 · Pion blanc sur case noire f2 · Pion blanc sur case blanche g2 · Pion blanc sur case noire h2 · Tour blanche sur case noire c1 · Roi blanc sur case noire e1 · Tour blanche sur case blanche h1 | Tour noire sur case blanche a8 · Cavalier noir sur case noire b8 · Tour noire sur case blanche c8 · Roi noir sur case blanche g8 · Dame noire sur case noire e7 · Pion noir sur case blanche f7 · Pion noir sur case noire g7 · Pion noir sur case blanche a6 · Fou noir sur case blanche e6 · Pion noir sur case noire h6 · Fou blanc sur case blanche b5 · Pion noir sur case noire c5 · Pion noir sur case blanche d5 · Dame blanche sur case noire a3 · Pion blanc sur case noire e3 · Cavalier blanc sur case blanche f3 · Pion blanc sur case blanche a2 · Pion blanc sur case noire b2 · Pion blanc sur case noire f2 · Pion blanc sur case blanche g2 · Pion blanc sur case noire h2 · Tour blanche sur case noire c1 · Roi blanc sur case noire e1 · Tour blanche sur case blanche h1 | Tour noire sur case blanche a8 · Cavalier noir sur case noire b8 · Tour noire sur case blanche c8 · Roi noir sur case blanche g8 · Dame noire sur case noire e7 · Pion noir sur case blanche f7 · Pion noir sur case noire g7 · Pion noir sur case blanche a6 · Fou noir sur case blanche e6 · Pion noir sur case noire h6 · Fou blanc sur case blanche b5 · Pion noir sur case noire c5 · Pion noir sur case blanche d5 · Dame blanche sur case noire a3 · Pion blanc sur case noire e3 · Cavalier blanc sur case blanche f3 · Pion blanc sur case blanche a2 · Pion blanc sur case noire b2 · Pion blanc sur case noire f2 · Pion blanc sur case blanche g2 · Pion blanc sur case noire h2 · Tour blanche sur case noire c1 · Roi blanc sur case noire e1 · Tour blanche sur case blanche h1 | Tour noire sur case blanche a8 · Cavalier noir sur case noire b8 · Tour noire sur case blanche c8 · Roi noir sur case blanche g8 · Dame noire sur case noire e7 · Pion noir sur case blanche f7 · Pion noir sur case noire g7 · Pion noir sur case blanche a6 · Fou noir sur case blanche e6 · Pion noir sur case noire h6 · Fou blanc sur case blanche b5 · Pion noir sur case noire c5 · Pion noir sur case blanche d5 · Dame blanche sur case noire a3 · Pion blanc sur case noire e3 · Cavalier blanc sur case blanche f3 · Pion blanc sur case blanche a2 · Pion blanc sur case noire b2 · Pion blanc sur case noire f2 · Pion blanc sur case blanche g2 · Pion blanc sur case noire h2 · Tour blanche sur case noire c1 · Roi blanc sur case noire e1 · Tour blanche sur case blanche h1 | 5 |
| 4 | Tour noire sur case blanche a8 · Cavalier noir sur case noire b8 · Tour noire sur case blanche c8 · Roi noir sur case blanche g8 · Dame noire sur case noire e7 · Pion noir sur case blanche f7 · Pion noir sur case noire g7 · Pion noir sur case blanche a6 · Fou noir sur case blanche e6 · Pion noir sur case noire h6 · Fou blanc sur case blanche b5 · Pion noir sur case noire c5 · Pion noir sur case blanche d5 · Dame blanche sur case noire a3 · Pion blanc sur case noire e3 · Cavalier blanc sur case blanche f3 · Pion blanc sur case blanche a2 · Pion blanc sur case noire b2 · Pion blanc sur case noire f2 · Pion blanc sur case blanche g2 · Pion blanc sur case noire h2 · Tour blanche sur case noire c1 · Roi blanc sur case noire e1 · Tour blanche sur case blanche h1 | Tour noire sur case blanche a8 · Cavalier noir sur case noire b8 · Tour noire sur case blanche c8 · Roi noir sur case blanche g8 · Dame noire sur case noire e7 · Pion noir sur case blanche f7 · Pion noir sur case noire g7 · Pion noir sur case blanche a6 · Fou noir sur case blanche e6 · Pion noir sur case noire h6 · Fou blanc sur case blanche b5 · Pion noir sur case noire c5 · Pion noir sur case blanche d5 · Dame blanche sur case noire a3 · Pion blanc sur case noire e3 · Cavalier blanc sur case blanche f3 · Pion blanc sur case blanche a2 · Pion blanc sur case noire b2 · Pion blanc sur case noire f2 · Pion blanc sur case blanche g2 · Pion blanc sur case noire h2 · Tour blanche sur case noire c1 · Roi blanc sur case noire e1 · Tour blanche sur case blanche h1 | Tour noire sur case blanche a8 · Cavalier noir sur case noire b8 · Tour noire sur case blanche c8 · Roi noir sur case blanche g8 · Dame noire sur case noire e7 · Pion noir sur case blanche f7 · Pion noir sur case noire g7 · Pion noir sur case blanche a6 · Fou noir sur case blanche e6 · Pion noir sur case noire h6 · Fou blanc sur case blanche b5 · Pion noir sur case noire c5 · Pion noir sur case blanche d5 · Dame blanche sur case noire a3 · Pion blanc sur case noire e3 · Cavalier blanc sur case blanche f3 · Pion blanc sur case blanche a2 · Pion blanc sur case noire b2 · Pion blanc sur case noire f2 · Pion blanc sur case blanche g2 · Pion blanc sur case noire h2 · Tour blanche sur case noire c1 · Roi blanc sur case noire e1 · Tour blanche sur case blanche h1 | Tour noire sur case blanche a8 · Cavalier noir sur case noire b8 · Tour noire sur case blanche c8 · Roi noir sur case blanche g8 · Dame noire sur case noire e7 · Pion noir sur case blanche f7 · Pion noir sur case noire g7 · Pion noir sur case blanche a6 · Fou noir sur case blanche e6 · Pion noir sur case noire h6 · Fou blanc sur case blanche b5 · Pion noir sur case noire c5 · Pion noir sur case blanche d5 · Dame blanche sur case noire a3 · Pion blanc sur case noire e3 · Cavalier blanc sur case blanche f3 · Pion blanc sur case blanche a2 · Pion blanc sur case noire b2 · Pion blanc sur case noire f2 · Pion blanc sur case blanche g2 · Pion blanc sur case noire h2 · Tour blanche sur case noire c1 · Roi blanc sur case noire e1 · Tour blanche sur case blanche h1 | Tour noire sur case blanche a8 · Cavalier noir sur case noire b8 · Tour noire sur case blanche c8 · Roi noir sur case blanche g8 · Dame noire sur case noire e7 · Pion noir sur case blanche f7 · Pion noir sur case noire g7 · Pion noir sur case blanche a6 · Fou noir sur case blanche e6 · Pion noir sur case noire h6 · Fou blanc sur case blanche b5 · Pion noir sur case noire c5 · Pion noir sur case blanche d5 · Dame blanche sur case noire a3 · Pion blanc sur case noire e3 · Cavalier blanc sur case blanche f3 · Pion blanc sur case blanche a2 · Pion blanc sur case noire b2 · Pion blanc sur case noire f2 · Pion blanc sur case blanche g2 · Pion blanc sur case noire h2 · Tour blanche sur case noire c1 · Roi blanc sur case noire e1 · Tour blanche sur case blanche h1 | Tour noire sur case blanche a8 · Cavalier noir sur case noire b8 · Tour noire sur case blanche c8 · Roi noir sur case blanche g8 · Dame noire sur case noire e7 · Pion noir sur case blanche f7 · Pion noir sur case noire g7 · Pion noir sur case blanche a6 · Fou noir sur case blanche e6 · Pion noir sur case noire h6 · Fou blanc sur case blanche b5 · Pion noir sur case noire c5 · Pion noir sur case blanche d5 · Dame blanche sur case noire a3 · Pion blanc sur case noire e3 · Cavalier blanc sur case blanche f3 · Pion blanc sur case blanche a2 · Pion blanc sur case noire b2 · Pion blanc sur case noire f2 · Pion blanc sur case blanche g2 · Pion blanc sur case noire h2 · Tour blanche sur case noire c1 · Roi blanc sur case noire e1 · Tour blanche sur case blanche h1 | Tour noire sur case blanche a8 · Cavalier noir sur case noire b8 · Tour noire sur case blanche c8 · Roi noir sur case blanche g8 · Dame noire sur case noire e7 · Pion noir sur case blanche f7 · Pion noir sur case noire g7 · Pion noir sur case blanche a6 · Fou noir sur case blanche e6 · Pion noir sur case noire h6 · Fou blanc sur case blanche b5 · Pion noir sur case noire c5 · Pion noir sur case blanche d5 · Dame blanche sur case noire a3 · Pion blanc sur case noire e3 · Cavalier blanc sur case blanche f3 · Pion blanc sur case blanche a2 · Pion blanc sur case noire b2 · Pion blanc sur case noire f2 · Pion blanc sur case blanche g2 · Pion blanc sur case noire h2 · Tour blanche sur case noire c1 · Roi blanc sur case noire e1 · Tour blanche sur case blanche h1 | Tour noire sur case blanche a8 · Cavalier noir sur case noire b8 · Tour noire sur case blanche c8 · Roi noir sur case blanche g8 · Dame noire sur case noire e7 · Pion noir sur case blanche f7 · Pion noir sur case noire g7 · Pion noir sur case blanche a6 · Fou noir sur case blanche e6 · Pion noir sur case noire h6 · Fou blanc sur case blanche b5 · Pion noir sur case noire c5 · Pion noir sur case blanche d5 · Dame blanche sur case noire a3 · Pion blanc sur case noire e3 · Cavalier blanc sur case blanche f3 · Pion blanc sur case blanche a2 · Pion blanc sur case noire b2 · Pion blanc sur case noire f2 · Pion blanc sur case blanche g2 · Pion blanc sur case noire h2 · Tour blanche sur case noire c1 · Roi blanc sur case noire e1 · Tour blanche sur case blanche h1 | 4 |
| 3 | Tour noire sur case blanche a8 · Cavalier noir sur case noire b8 · Tour noire sur case blanche c8 · Roi noir sur case blanche g8 · Dame noire sur case noire e7 · Pion noir sur case blanche f7 · Pion noir sur case noire g7 · Pion noir sur case blanche a6 · Fou noir sur case blanche e6 · Pion noir sur case noire h6 · Fou blanc sur case blanche b5 · Pion noir sur case noire c5 · Pion noir sur case blanche d5 · Dame blanche sur case noire a3 · Pion blanc sur case noire e3 · Cavalier blanc sur case blanche f3 · Pion blanc sur case blanche a2 · Pion blanc sur case noire b2 · Pion blanc sur case noire f2 · Pion blanc sur case blanche g2 · Pion blanc sur case noire h2 · Tour blanche sur case noire c1 · Roi blanc sur case noire e1 · Tour blanche sur case blanche h1 | Tour noire sur case blanche a8 · Cavalier noir sur case noire b8 · Tour noire sur case blanche c8 · Roi noir sur case blanche g8 · Dame noire sur case noire e7 · Pion noir sur case blanche f7 · Pion noir sur case noire g7 · Pion noir sur case blanche a6 · Fou noir sur case blanche e6 · Pion noir sur case noire h6 · Fou blanc sur case blanche b5 · Pion noir sur case noire c5 · Pion noir sur case blanche d5 · Dame blanche sur case noire a3 · Pion blanc sur case noire e3 · Cavalier blanc sur case blanche f3 · Pion blanc sur case blanche a2 · Pion blanc sur case noire b2 · Pion blanc sur case noire f2 · Pion blanc sur case blanche g2 · Pion blanc sur case noire h2 · Tour blanche sur case noire c1 · Roi blanc sur case noire e1 · Tour blanche sur case blanche h1 | Tour noire sur case blanche a8 · Cavalier noir sur case noire b8 · Tour noire sur case blanche c8 · Roi noir sur case blanche g8 · Dame noire sur case noire e7 · Pion noir sur case blanche f7 · Pion noir sur case noire g7 · Pion noir sur case blanche a6 · Fou noir sur case blanche e6 · Pion noir sur case noire h6 · Fou blanc sur case blanche b5 · Pion noir sur case noire c5 · Pion noir sur case blanche d5 · Dame blanche sur case noire a3 · Pion blanc sur case noire e3 · Cavalier blanc sur case blanche f3 · Pion blanc sur case blanche a2 · Pion blanc sur case noire b2 · Pion blanc sur case noire f2 · Pion blanc sur case blanche g2 · Pion blanc sur case noire h2 · Tour blanche sur case noire c1 · Roi blanc sur case noire e1 · Tour blanche sur case blanche h1 | Tour noire sur case blanche a8 · Cavalier noir sur case noire b8 · Tour noire sur case blanche c8 · Roi noir sur case blanche g8 · Dame noire sur case noire e7 · Pion noir sur case blanche f7 · Pion noir sur case noire g7 · Pion noir sur case blanche a6 · Fou noir sur case blanche e6 · Pion noir sur case noire h6 · Fou blanc sur case blanche b5 · Pion noir sur case noire c5 · Pion noir sur case blanche d5 · Dame blanche sur case noire a3 · Pion blanc sur case noire e3 · Cavalier blanc sur case blanche f3 · Pion blanc sur case blanche a2 · Pion blanc sur case noire b2 · Pion blanc sur case noire f2 · Pion blanc sur case blanche g2 · Pion blanc sur case noire h2 · Tour blanche sur case noire c1 · Roi blanc sur case noire e1 · Tour blanche sur case blanche h1 | Tour noire sur case blanche a8 · Cavalier noir sur case noire b8 · Tour noire sur case blanche c8 · Roi noir sur case blanche g8 · Dame noire sur case noire e7 · Pion noir sur case blanche f7 · Pion noir sur case noire g7 · Pion noir sur case blanche a6 · Fou noir sur case blanche e6 · Pion noir sur case noire h6 · Fou blanc sur case blanche b5 · Pion noir sur case noire c5 · Pion noir sur case blanche d5 · Dame blanche sur case noire a3 · Pion blanc sur case noire e3 · Cavalier blanc sur case blanche f3 · Pion blanc sur case blanche a2 · Pion blanc sur case noire b2 · Pion blanc sur case noire f2 · Pion blanc sur case blanche g2 · Pion blanc sur case noire h2 · Tour blanche sur case noire c1 · Roi blanc sur case noire e1 · Tour blanche sur case blanche h1 | Tour noire sur case blanche a8 · Cavalier noir sur case noire b8 · Tour noire sur case blanche c8 · Roi noir sur case blanche g8 · Dame noire sur case noire e7 · Pion noir sur case blanche f7 · Pion noir sur case noire g7 · Pion noir sur case blanche a6 · Fou noir sur case blanche e6 · Pion noir sur case noire h6 · Fou blanc sur case blanche b5 · Pion noir sur case noire c5 · Pion noir sur case blanche d5 · Dame blanche sur case noire a3 · Pion blanc sur case noire e3 · Cavalier blanc sur case blanche f3 · Pion blanc sur case blanche a2 · Pion blanc sur case noire b2 · Pion blanc sur case noire f2 · Pion blanc sur case blanche g2 · Pion blanc sur case noire h2 · Tour blanche sur case noire c1 · Roi blanc sur case noire e1 · Tour blanche sur case blanche h1 | Tour noire sur case blanche a8 · Cavalier noir sur case noire b8 · Tour noire sur case blanche c8 · Roi noir sur case blanche g8 · Dame noire sur case noire e7 · Pion noir sur case blanche f7 · Pion noir sur case noire g7 · Pion noir sur case blanche a6 · Fou noir sur case blanche e6 · Pion noir sur case noire h6 · Fou blanc sur case blanche b5 · Pion noir sur case noire c5 · Pion noir sur case blanche d5 · Dame blanche sur case noire a3 · Pion blanc sur case noire e3 · Cavalier blanc sur case blanche f3 · Pion blanc sur case blanche a2 · Pion blanc sur case noire b2 · Pion blanc sur case noire f2 · Pion blanc sur case blanche g2 · Pion blanc sur case noire h2 · Tour blanche sur case noire c1 · Roi blanc sur case noire e1 · Tour blanche sur case blanche h1 | Tour noire sur case blanche a8 · Cavalier noir sur case noire b8 · Tour noire sur case blanche c8 · Roi noir sur case blanche g8 · Dame noire sur case noire e7 · Pion noir sur case blanche f7 · Pion noir sur case noire g7 · Pion noir sur case blanche a6 · Fou noir sur case blanche e6 · Pion noir sur case noire h6 · Fou blanc sur case blanche b5 · Pion noir sur case noire c5 · Pion noir sur case blanche d5 · Dame blanche sur case noire a3 · Pion blanc sur case noire e3 · Cavalier blanc sur case blanche f3 · Pion blanc sur case blanche a2 · Pion blanc sur case noire b2 · Pion blanc sur case noire f2 · Pion blanc sur case blanche g2 · Pion blanc sur case noire h2 · Tour blanche sur case noire c1 · Roi blanc sur case noire e1 · Tour blanche sur case blanche h1 | 3 |
| 2 | Tour noire sur case blanche a8 · Cavalier noir sur case noire b8 · Tour noire sur case blanche c8 · Roi noir sur case blanche g8 · Dame noire sur case noire e7 · Pion noir sur case blanche f7 · Pion noir sur case noire g7 · Pion noir sur case blanche a6 · Fou noir sur case blanche e6 · Pion noir sur case noire h6 · Fou blanc sur case blanche b5 · Pion noir sur case noire c5 · Pion noir sur case blanche d5 · Dame blanche sur case noire a3 · Pion blanc sur case noire e3 · Cavalier blanc sur case blanche f3 · Pion blanc sur case blanche a2 · Pion blanc sur case noire b2 · Pion blanc sur case noire f2 · Pion blanc sur case blanche g2 · Pion blanc sur case noire h2 · Tour blanche sur case noire c1 · Roi blanc sur case noire e1 · Tour blanche sur case blanche h1 | Tour noire sur case blanche a8 · Cavalier noir sur case noire b8 · Tour noire sur case blanche c8 · Roi noir sur case blanche g8 · Dame noire sur case noire e7 · Pion noir sur case blanche f7 · Pion noir sur case noire g7 · Pion noir sur case blanche a6 · Fou noir sur case blanche e6 · Pion noir sur case noire h6 · Fou blanc sur case blanche b5 · Pion noir sur case noire c5 · Pion noir sur case blanche d5 · Dame blanche sur case noire a3 · Pion blanc sur case noire e3 · Cavalier blanc sur case blanche f3 · Pion blanc sur case blanche a2 · Pion blanc sur case noire b2 · Pion blanc sur case noire f2 · Pion blanc sur case blanche g2 · Pion blanc sur case noire h2 · Tour blanche sur case noire c1 · Roi blanc sur case noire e1 · Tour blanche sur case blanche h1 | Tour noire sur case blanche a8 · Cavalier noir sur case noire b8 · Tour noire sur case blanche c8 · Roi noir sur case blanche g8 · Dame noire sur case noire e7 · Pion noir sur case blanche f7 · Pion noir sur case noire g7 · Pion noir sur case blanche a6 · Fou noir sur case blanche e6 · Pion noir sur case noire h6 · Fou blanc sur case blanche b5 · Pion noir sur case noire c5 · Pion noir sur case blanche d5 · Dame blanche sur case noire a3 · Pion blanc sur case noire e3 · Cavalier blanc sur case blanche f3 · Pion blanc sur case blanche a2 · Pion blanc sur case noire b2 · Pion blanc sur case noire f2 · Pion blanc sur case blanche g2 · Pion blanc sur case noire h2 · Tour blanche sur case noire c1 · Roi blanc sur case noire e1 · Tour blanche sur case blanche h1 | Tour noire sur case blanche a8 · Cavalier noir sur case noire b8 · Tour noire sur case blanche c8 · Roi noir sur case blanche g8 · Dame noire sur case noire e7 · Pion noir sur case blanche f7 · Pion noir sur case noire g7 · Pion noir sur case blanche a6 · Fou noir sur case blanche e6 · Pion noir sur case noire h6 · Fou blanc sur case blanche b5 · Pion noir sur case noire c5 · Pion noir sur case blanche d5 · Dame blanche sur case noire a3 · Pion blanc sur case noire e3 · Cavalier blanc sur case blanche f3 · Pion blanc sur case blanche a2 · Pion blanc sur case noire b2 · Pion blanc sur case noire f2 · Pion blanc sur case blanche g2 · Pion blanc sur case noire h2 · Tour blanche sur case noire c1 · Roi blanc sur case noire e1 · Tour blanche sur case blanche h1 | Tour noire sur case blanche a8 · Cavalier noir sur case noire b8 · Tour noire sur case blanche c8 · Roi noir sur case blanche g8 · Dame noire sur case noire e7 · Pion noir sur case blanche f7 · Pion noir sur case noire g7 · Pion noir sur case blanche a6 · Fou noir sur case blanche e6 · Pion noir sur case noire h6 · Fou blanc sur case blanche b5 · Pion noir sur case noire c5 · Pion noir sur case blanche d5 · Dame blanche sur case noire a3 · Pion blanc sur case noire e3 · Cavalier blanc sur case blanche f3 · Pion blanc sur case blanche a2 · Pion blanc sur case noire b2 · Pion blanc sur case noire f2 · Pion blanc sur case blanche g2 · Pion blanc sur case noire h2 · Tour blanche sur case noire c1 · Roi blanc sur case noire e1 · Tour blanche sur case blanche h1 | Tour noire sur case blanche a8 · Cavalier noir sur case noire b8 · Tour noire sur case blanche c8 · Roi noir sur case blanche g8 · Dame noire sur case noire e7 · Pion noir sur case blanche f7 · Pion noir sur case noire g7 · Pion noir sur case blanche a6 · Fou noir sur case blanche e6 · Pion noir sur case noire h6 · Fou blanc sur case blanche b5 · Pion noir sur case noire c5 · Pion noir sur case blanche d5 · Dame blanche sur case noire a3 · Pion blanc sur case noire e3 · Cavalier blanc sur case blanche f3 · Pion blanc sur case blanche a2 · Pion blanc sur case noire b2 · Pion blanc sur case noire f2 · Pion blanc sur case blanche g2 · Pion blanc sur case noire h2 · Tour blanche sur case noire c1 · Roi blanc sur case noire e1 · Tour blanche sur case blanche h1 | Tour noire sur case blanche a8 · Cavalier noir sur case noire b8 · Tour noire sur case blanche c8 · Roi noir sur case blanche g8 · Dame noire sur case noire e7 · Pion noir sur case blanche f7 · Pion noir sur case noire g7 · Pion noir sur case blanche a6 · Fou noir sur case blanche e6 · Pion noir sur case noire h6 · Fou blanc sur case blanche b5 · Pion noir sur case noire c5 · Pion noir sur case blanche d5 · Dame blanche sur case noire a3 · Pion blanc sur case noire e3 · Cavalier blanc sur case blanche f3 · Pion blanc sur case blanche a2 · Pion blanc sur case noire b2 · Pion blanc sur case noire f2 · Pion blanc sur case blanche g2 · Pion blanc sur case noire h2 · Tour blanche sur case noire c1 · Roi blanc sur case noire e1 · Tour blanche sur case blanche h1 | Tour noire sur case blanche a8 · Cavalier noir sur case noire b8 · Tour noire sur case blanche c8 · Roi noir sur case blanche g8 · Dame noire sur case noire e7 · Pion noir sur case blanche f7 · Pion noir sur case noire g7 · Pion noir sur case blanche a6 · Fou noir sur case blanche e6 · Pion noir sur case noire h6 · Fou blanc sur case blanche b5 · Pion noir sur case noire c5 · Pion noir sur case blanche d5 · Dame blanche sur case noire a3 · Pion blanc sur case noire e3 · Cavalier blanc sur case blanche f3 · Pion blanc sur case blanche a2 · Pion blanc sur case noire b2 · Pion blanc sur case noire f2 · Pion blanc sur case blanche g2 · Pion blanc sur case noire h2 · Tour blanche sur case noire c1 · Roi blanc sur case noire e1 · Tour blanche sur case blanche h1 | 2 |
| 1 | Tour noire sur case blanche a8 · Cavalier noir sur case noire b8 · Tour noire sur case blanche c8 · Roi noir sur case blanche g8 · Dame noire sur case noire e7 · Pion noir sur case blanche f7 · Pion noir sur case noire g7 · Pion noir sur case blanche a6 · Fou noir sur case blanche e6 · Pion noir sur case noire h6 · Fou blanc sur case blanche b5 · Pion noir sur case noire c5 · Pion noir sur case blanche d5 · Dame blanche sur case noire a3 · Pion blanc sur case noire e3 · Cavalier blanc sur case blanche f3 · Pion blanc sur case blanche a2 · Pion blanc sur case noire b2 · Pion blanc sur case noire f2 · Pion blanc sur case blanche g2 · Pion blanc sur case noire h2 · Tour blanche sur case noire c1 · Roi blanc sur case noire e1 · Tour blanche sur case blanche h1 | Tour noire sur case blanche a8 · Cavalier noir sur case noire b8 · Tour noire sur case blanche c8 · Roi noir sur case blanche g8 · Dame noire sur case noire e7 · Pion noir sur case blanche f7 · Pion noir sur case noire g7 · Pion noir sur case blanche a6 · Fou noir sur case blanche e6 · Pion noir sur case noire h6 · Fou blanc sur case blanche b5 · Pion noir sur case noire c5 · Pion noir sur case blanche d5 · Dame blanche sur case noire a3 · Pion blanc sur case noire e3 · Cavalier blanc sur case blanche f3 · Pion blanc sur case blanche a2 · Pion blanc sur case noire b2 · Pion blanc sur case noire f2 · Pion blanc sur case blanche g2 · Pion blanc sur case noire h2 · Tour blanche sur case noire c1 · Roi blanc sur case noire e1 · Tour blanche sur case blanche h1 | Tour noire sur case blanche a8 · Cavalier noir sur case noire b8 · Tour noire sur case blanche c8 · Roi noir sur case blanche g8 · Dame noire sur case noire e7 · Pion noir sur case blanche f7 · Pion noir sur case noire g7 · Pion noir sur case blanche a6 · Fou noir sur case blanche e6 · Pion noir sur case noire h6 · Fou blanc sur case blanche b5 · Pion noir sur case noire c5 · Pion noir sur case blanche d5 · Dame blanche sur case noire a3 · Pion blanc sur case noire e3 · Cavalier blanc sur case blanche f3 · Pion blanc sur case blanche a2 · Pion blanc sur case noire b2 · Pion blanc sur case noire f2 · Pion blanc sur case blanche g2 · Pion blanc sur case noire h2 · Tour blanche sur case noire c1 · Roi blanc sur case noire e1 · Tour blanche sur case blanche h1 | Tour noire sur case blanche a8 · Cavalier noir sur case noire b8 · Tour noire sur case blanche c8 · Roi noir sur case blanche g8 · Dame noire sur case noire e7 · Pion noir sur case blanche f7 · Pion noir sur case noire g7 · Pion noir sur case blanche a6 · Fou noir sur case blanche e6 · Pion noir sur case noire h6 · Fou blanc sur case blanche b5 · Pion noir sur case noire c5 · Pion noir sur case blanche d5 · Dame blanche sur case noire a3 · Pion blanc sur case noire e3 · Cavalier blanc sur case blanche f3 · Pion blanc sur case blanche a2 · Pion blanc sur case noire b2 · Pion blanc sur case noire f2 · Pion blanc sur case blanche g2 · Pion blanc sur case noire h2 · Tour blanche sur case noire c1 · Roi blanc sur case noire e1 · Tour blanche sur case blanche h1 | Tour noire sur case blanche a8 · Cavalier noir sur case noire b8 · Tour noire sur case blanche c8 · Roi noir sur case blanche g8 · Dame noire sur case noire e7 · Pion noir sur case blanche f7 · Pion noir sur case noire g7 · Pion noir sur case blanche a6 · Fou noir sur case blanche e6 · Pion noir sur case noire h6 · Fou blanc sur case blanche b5 · Pion noir sur case noire c5 · Pion noir sur case blanche d5 · Dame blanche sur case noire a3 · Pion blanc sur case noire e3 · Cavalier blanc sur case blanche f3 · Pion blanc sur case blanche a2 · Pion blanc sur case noire b2 · Pion blanc sur case noire f2 · Pion blanc sur case blanche g2 · Pion blanc sur case noire h2 · Tour blanche sur case noire c1 · Roi blanc sur case noire e1 · Tour blanche sur case blanche h1 | Tour noire sur case blanche a8 · Cavalier noir sur case noire b8 · Tour noire sur case blanche c8 · Roi noir sur case blanche g8 · Dame noire sur case noire e7 · Pion noir sur case blanche f7 · Pion noir sur case noire g7 · Pion noir sur case blanche a6 · Fou noir sur case blanche e6 · Pion noir sur case noire h6 · Fou blanc sur case blanche b5 · Pion noir sur case noire c5 · Pion noir sur case blanche d5 · Dame blanche sur case noire a3 · Pion blanc sur case noire e3 · Cavalier blanc sur case blanche f3 · Pion blanc sur case blanche a2 · Pion blanc sur case noire b2 · Pion blanc sur case noire f2 · Pion blanc sur case blanche g2 · Pion blanc sur case noire h2 · Tour blanche sur case noire c1 · Roi blanc sur case noire e1 · Tour blanche sur case blanche h1 | Tour noire sur case blanche a8 · Cavalier noir sur case noire b8 · Tour noire sur case blanche c8 · Roi noir sur case blanche g8 · Dame noire sur case noire e7 · Pion noir sur case blanche f7 · Pion noir sur case noire g7 · Pion noir sur case blanche a6 · Fou noir sur case blanche e6 · Pion noir sur case noire h6 · Fou blanc sur case blanche b5 · Pion noir sur case noire c5 · Pion noir sur case blanche d5 · Dame blanche sur case noire a3 · Pion blanc sur case noire e3 · Cavalier blanc sur case blanche f3 · Pion blanc sur case blanche a2 · Pion blanc sur case noire b2 · Pion blanc sur case noire f2 · Pion blanc sur case blanche g2 · Pion blanc sur case noire h2 · Tour blanche sur case noire c1 · Roi blanc sur case noire e1 · Tour blanche sur case blanche h1 | Tour noire sur case blanche a8 · Cavalier noir sur case noire b8 · Tour noire sur case blanche c8 · Roi noir sur case blanche g8 · Dame noire sur case noire e7 · Pion noir sur case blanche f7 · Pion noir sur case noire g7 · Pion noir sur case blanche a6 · Fou noir sur case blanche e6 · Pion noir sur case noire h6 · Fou blanc sur case blanche b5 · Pion noir sur case noire c5 · Pion noir sur case blanche d5 · Dame blanche sur case noire a3 · Pion blanc sur case noire e3 · Cavalier blanc sur case blanche f3 · Pion blanc sur case blanche a2 · Pion blanc sur case noire b2 · Pion blanc sur case noire f2 · Pion blanc sur case blanche g2 · Pion blanc sur case noire h2 · Tour blanche sur case noire c1 · Roi blanc sur case noire e1 · Tour blanche sur case blanche h1 | 1 |
|   | a | b | c | d | e | f | g | h |   |

On appelle pions pendants deux pions centraux situés côte à côte sur la même rangée, sans pion de leur camp sur les colonnes adjacentes et sans pion adverse sur leurs colonnes.
Leur force réside dans leur contrôle des cases centrales situées devant eux. Leur faiblesse réside dans leur manque de mobilité, l'avancée de l'un ou de l'autre créant des cases faibles qui pourront être occupées par des pièces adverses.
Cette configuration se retrouve fréquemment dans les parties issues du gambit dame refusé, comme dans la sixième partie du Championnat du monde d'échecs 1972 entre Bobby Fischer et Boris Spassky (voir diagramme).